# Trichiocercus fraterna
Trichiocercus fraterna är en fjärilsart som beskrevs av Butler. Trichiocercus fraterna ingår i släktet Trichiocercus och familjen tandspinnare. Inga underarter finns listade i Catalogue of Life.